# Роквил (Мисури)
Роквил (енгл. Rockville) град је у америчкој савезној држави Мисури.

## Демографија
По попису из 2010. године број становника је 166, што је 4 (2,5%) становника више него 2000. године.
| Група             | 2000.       | 2010.       |
| Белци             | 156 (96,3%) | 155 (93,4%) |
| Афроамериканци    | 1 (0,6%)    | 1 (0,6%)    |
| Азијати           | 0 (0,0%)    | 1 (0,6%)    |
| Хиспаноамериканци | 3 (1,9%)    | 4 (2,4%)    |
| Укупно            | 162         | 166         |